# Ariane af Nederlandene
Prinsesse Ariane af Nederlandene, Prinsesse af Orange-Nassau (Ariane Wilhelmina Máxima Inés; født 10. april 2007) er datter af kong Willem-Alexander og dronning Máxima. Prinsesse Ariane er medlem af det nederlandske kongehus og i øjeblikket den tredje i arvefølgen til den nederlandske trone . 

## Fødsel
Prinsesse Ariane blev født på Bronovo Hospital i Haag 21:56 lokal tid den 10. april 2007, som den tredje barn og tredje datter af daværende kronprins Willem-Alexander og kronprinsesse Máxima . Prinsesse Ariane vejede 4135 kilogram og var 52 centimeter lang ved fødslen. 
Premierminister Balkenende talte til nationen kort bagefter, og sagde at både mor og barn havde det godt.  Den næste morgen, optrådte Prins Willem-Alexander på tv med sin nye datter.  Navnene på barnet blev offentliggjort den 13. april 2007, hvor fødslen blev registreret i Haag. 